# Meridià 97 a l'oest
El meridià 97 a l'oest de Greenwich és una línia de longitud que s'estén des del pol Nord travessant l'oceà Àrtic, Amèrica del Nord, el Golf de Mèxic, l'oceà Pacífic, l'oceà Antàrtic, i l'Antàrtida fins al pol Sud.
El meridià 97 a l'oest forma un cercle màxim amb el meridià 83 a l'est. Com tots els altres meridians, la seva longitud correspon a una semicircumferència terrestre, uns 20.003,932 km. Al nivell de l'Equador, és a una distància del meridià de Greenwich de 10.798 km.

## De Pol a Pol
Començant en el pol Nord i dirigint-se cap al pol Sud, aquest meridià travessa:
| Coordenades                             | País, territori o mar | Notes |
| --------------------------------------- | --------------------- | --- |
| 90° 0′ N, 97° 0′ O / 90.000°N,97.000°O  | Oceà Àrtic            | Passa a l'oest de l'Illa d'Axel Heiberg, Nunavut, Canadà (at 80° 5′ N, 96° 46′ O / 80.083°N,96.767°O) · Passa a l'est de les illes Fay, Nunavut, Canadà (at 79° 38′ N, 97° 7′ O / 79.633°N,97.117°O) |
| 78° 44′ N, 97° 0′ O / 78.733°N,97.000°O | Canadà                | Nunavut — Illa d'Amund Ringnes |
| 77° 48′ N, 97° 0′ O / 77.800°N,97.000°O | Cos d'aigua sense nom | Passa a l'est de l'illa Crescent, Nunavut, Canadà (a 77° 0′ N, 97° 5′ O / 77.000°N,97.083°O) |
| 76° 58′ N, 97° 0′ O / 76.967°N,97.000°O | Canadà                | Nunavut — Illa Pioneer |
| 76° 57′ N, 97° 0′ O / 76.950°N,97.000°O | Estret de Penny       | Passa a l'est de l'illa Spit, Nunavut, Canadà (a 76° 49′ N, 97° 0′ O / 76.817°N,97.000°O) · Passa a l'oest de illa Devon, Nunavut, Canadà (at 76° 44′ N, 96° 58′ O / 76.733°N,96.967°O) · Passa a l'est de illa John Barrow, Nunavut, Canadà (a 76° 36′ N, 97° 6′ O / 76.600°N,97.100°O) · Passa a l'est de l'illa Hyde Parker, Nunavut, Canadà (a 76° 29′ N, 97° 5′ O / 76.483°N,97.083°O)                                                                 |
| 76° 14′ N, 97° 0′ O / 76.233°N,97.000°O | Canal de Queens       | Passa a l'oest de l'illa Des Voeux, Nunavut, Canadà (at 76° 10′ N, 96° 58′ O / 76.167°N,96.967°O) · Passa a l'oest de illa Milne, Nunavut, Canadà (at 75° 36′ N, 96° 58′ O / 75.600°N,96.967°O) |
| 75° 30′ N, 97° 0′ O / 75.500°N,97.000°O | Canadà                | Nunavut — illa Little Cornwallis |
| 75° 27′ N, 97° 0′ O / 75.450°N,97.000°O | McDougall Sound       | Passa a l'est de l'illa Truro, Nunavut, Canadà (a 75° 17′ N, 97° 6′ O / 75.283°N,97.100°O) |
| 75° 0′ N, 97° 0′ O / 75.000°N,97.000°O  | Estret de Parry       | |
| 73° 45′ N, 97° 0′ O / 73.750°N,97.000°O | Canadà                | Nunavut — Illa del Príncep de Gal·les |
| 73° 37′ N, 97° 0′ O / 73.617°N,97.000°O | Estret de Peel        | |
| 73° 16′ N, 97° 0′ O / 73.267°N,97.000°O | Canadà                | Nunavut — Illa Vivian i Illa Prescott |
| 72° 56′ N, 97° 0′ O / 72.933°N,97.000°O | Badia de Browne       | Passa a l'oest de illa Pandora, Nunavut, Canadà (a 72° 47′ N, 96° 58′ O / 72.783°N,96.967°O) |
| 72° 44′ N, 97° 0′ O / 72.733°N,97.000°O | Badia de Young        | |
| 72° 38′ N, 97° 0′ O / 72.633°N,97.000°O | Canadà                | Nunavut — Illa del Príncep de Gal·les i illa Hobday |
| 71° 43′ N, 97° 0′ O / 71.717°N,97.000°O | Estret de Franklin    | |
| 71° 11′ N, 97° 0′ O / 71.183°N,97.000°O | Larsen Sound          | |
| 70° 7′ N, 97° 0′ O / 70.117°N,97.000°O  | Estret de James Ross  | Passa a l'est de les illes Clarence, Nunavut, Canadà (at 69° 53′ N, 97° 12′ O / 69.883°N,97.200°O) |
| 69° 33′ N, 97° 0′ O / 69.550°N,97.000°O | Canadà                | Nunavut — Illa del Rei Guillem |
| 68° 34′ N, 97° 0′ O / 68.567°N,97.000°O | Estret de Simpson     | |
| 68° 21′ N, 97° 0′ O / 68.350°N,97.000°O | Canadà                | Nunavut Manitoba — des de 60° 0′ N, 97° 0′ O / 60.000°N,97.000°O, passa a través del Llac Winnipeg. També passa a l'est de la ciutat de Winnipeg |
| 49° 0′ N, 97° 0′ O / 49.000°N,97.000°O  | Estats Units          | Minnesota Dakota del Nord — des de 47° 50′ N, 97° 0′ O / 47.833°N,97.000°O Dakota del Sud — des de 45° 56′ N, 97° 0′ O / 45.933°N,97.000°O Nebraska — des de 42° 46′ N, 97° 0′ O / 42.767°N,97.000°O Kansas — des de 40° 0′ N, 97° 0′ O / 40.000°N,97.000°O Oklahoma — des de 37° 0′ N, 97° 0′ O / 37.000°N,97.000°O Texas — des de 33° 57′ N, 97° 0′ O / 33.950°N,97.000°O, passa entre Dallas-Fort Worth Metroplex, i travessa Victoria i San José Island |
| 27° 54′ N, 97° 0′ O / 27.900°N,97.000°O | Golf de Mèxic         | |
| 20° 30′ N, 97° 0′ O / 20.500°N,97.000°O | Mèxic                 | Veracruz Puebla — per uns 6 km des de 19° 18′ N, 97° 0′ O / 19.300°N,97.000°O Veracruz — des de 19° 14′ N, 97° 0′ O / 19.233°N,97.000°O Puebla — des de 18° 30′ N, 97° 0′ O / 18.500°N,97.000°O Oaxaca — des de 18° 11′ N, 97° 0′ O / 18.183°N,97.000°O |
| 15° 47′ N, 97° 0′ O / 15.783°N,97.000°O | Oceà Pacífic          | |
| 60° 0′ S, 97° 0′ O / 60.000°S,97.000°O  | Oceà Antàrtic         | |
| 71° 45′ S, 97° 0′ O / 71.750°S,97.000°O | Antàrtida             | Territori no reclamat |